# Хорнбергер, Герд
Герд Хорнбергер (17 февраля 1910, Вальдфишбах-Бургальбен — 13 сентября 1988, Вальдфишбах-Бургальбен) — немецкий спортсмен, легкоатлет. Специализировался в беге на 100 метров. В составе сборной Германии в эстафете 4×100 метров стал бронзовым призёром Олимпийских игр и дважды Чемпионом Европы.

## Биография
В 1934 году на чемпионате Европы по легкой атлетике в Турине в составе сборной Германии вместе
с Борхмеером, Гиллмейстером, Шейном стал чемпионом в эстафете 4×100 метров. В индивидуальном забеге на 100 метров с результатом 11,0 секунд занял шестое место.
На Олимпиаде 1936 года в Берлине в составе сборной Германии вместе с Борхмеером, Гиллмейстером и Вильгельмом Лейхумом завоевал бронзовую медаль в эстафете 4×100 м.
В 1938 году на чемпионате Европы по легкой атлетике в Париже сборная Германии вновь выиграла эстафету 4×100. Золотые медали получили Хорнбергер, Манфред Керш, Карл Неккерман и Якоб Шойринг.